# Najbolji skakači NBA po sezonama
Nagrada za najboljeg skakača NBA je nagrada National Basketball Associationa (NBA) za igrača koji je ostvario najviši prosjek skokova u sezoni. Nagrada je osnovana u sezoni 1950./51. kada su skokovi, po prvi puta, uvedeni kao dio statistike. Igračima koji su osvojili ovu nagradu prije sezone 1973./74. nisu bili brojani napadački ili obrambeni skokovi jer oni, prije te sezone, nisu bili dio statistike. Kako bi igrač bio u mogućnosti osvojiti ovaj naslov mora odigrati minimalno 70 regularnih utkmica te pritom ostvariti više od 800 skokova te se to pravilo primjenjuje od sezone 1974./75. 
Wilt Chamberlain posjeduje rekord po ukupnom broju postignutih skokova (2,149) i najvišem prosjeku skokova u jednoj sezoni (27.2). Oba rekorda, Chamberlain je ostvario u sezoni 1960./61. Također, Chamebrlain drži rekord po ukupnom broju skokova u rookie sezoni, kada je ostvario 1,941 skok. Kod aktivnih igrača, Dwight Howard ima najveći ukupni broj skokova u jednoj sezoni (1,161 u sezoni 2008./09.), a Ben Wallace ima najviši prosjek skokova u jednoj sezoni (15.42 u sezoni 2002./03.) Chamberlain je ovu nagradu osvajao rekordnih 11 puta dok je Dennis Rodman ovu nagardu osvajao sedam puta. Moses Malone posjeduje šest ovakvih nagrada, a Bill Russell njih pet. Kevin Garnett, Elvin Hayes, Dwight Howard, George Mikan, Dikembe Mutombo, Hakeem Olajuwon i Ben Wallace su ostali igrači koji su ovu nagradu osvajali više od jednog puta. Rodman je ovu nagradu osvojio sedam uzastopnih sezona, te je time postao jedini igrač s takvim ostvarenjem. U NBA povijesti, samo su petorica igrača osvojili nagradu za najboljeg skakača lige i NBA prsten: od 1952. do 1953. George Mikan (Minneapolis Lakers), 1957., 1959., i od 1964. do 1965. Bill Russell (Boston Celtics), 1967. i 1972. Wilt Chamberlain (Philadelphia 76ers i Los Angeles Lakers), 1983. Moses Malone (Philadelphia 76ers) i od 1996. do 1998. Dennis Rodman (Chicago Bulls).

## Pobjednici
| Poz.     | G   | F     | C      | RPG                 |
| Pozicije | Bek | Krilo | Centar | Skokova po utakmici |

|           | Igrači koji su još aktivni u NBA                   |
|           | Igrači koji su izabrani u Košarkašku Kuću slavnih  |
| Igrač (x) | Broj osvojenih nagrada za najboljeg skakača sezone |

| Sezona       | Igrač                   | Poz. | Klub                             | Odigranih utakmica | Napadački skokovi | Obrambeni skokovi | Ukupno skokova | RPG   |
| ------------ | ----------------------- | ---- | -------------------------------- | ------------------ | ----------------- | ----------------- | -------------- | ----- |
| 1950./51.    | Dolph Schayes           | F/C  | Syracuse Nationals               | 66                 | –                 | –                 | 1080           | 16.36 |
| 1951./52.    | George Mikan[a]         | C    | Minneapolis Lakers               | 64                 | –                 | –                 | 886            | 13.53 |
| 1952./53.    | George Mikan (2)        | C    | Minneapolis Lakers               | 70                 | –                 | –                 | 1007           | 14.39 |
| 1953./54.    | Harry Gallatin          | F/C  | New York Knicks                  | 72                 | –                 | –                 | 1098           | 15.25 |
| 1954./55.    | Neil Johnston           | C    | Philadelphia Warriors            | 72                 | –                 | –                 | 1085           | 15.07 |
| 1955./56.    | Maurice Stokes[b]       | F/C  | Rochester Royals                 | 67                 | –                 | –                 | 1094           | 16.33 |
| 1956./57.    | Bill Russell[c]         | C    | Boston Celtics                   | 48                 | –                 | –                 | 943            | 19.65 |
| 1957./58.    | Bill Russell (2)        | C    | Boston Celtics                   | 69                 | –                 | –                 | 1564           | 22.67 |
| 1958./59.    | Bill Russell (3)        | C    | Boston Celtics                   | 70                 | –                 | –                 | 1612           | 23.03 |
| 1959./60.    | Wilt Chamberlain[d]     | C    | Philadelphia Warriors            | 72                 | –                 | –                 | 1941           | 26.96 |
| 1960./61.    | Wilt Chamberlain (2)[e] | C    | Philadelphia Warriors            | 79                 | –                 | –                 | 2149           | 27.20 |
| 1961./62.    | Wilt Chamberlain (3)    | C    | Philadelphia Warriors            | 80                 | –                 | –                 | 2052           | 25.65 |
| 1962./63.    | Wilt Chamberlain (4)    | C    | San Francisco Warriors           | 80                 | –                 | –                 | 1946           | 24.32 |
| 1963./64.    | Bill Russell (4)        | C    | Boston Celtics                   | 78                 | –                 | –                 | 1930           | 24.74 |
| 1964./65.    | Bill Russell (5)        | C    | Boston Celtics                   | 78                 | –                 | –                 | 1878           | 24.08 |
| 1965./66.    | Wilt Chamberlain (5)    | C    | Philadelphia 76ers               | 79                 | –                 | –                 | 1943           | 24.59 |
| 1966./67.    | Wilt Chamberlain (6)    | C    | Philadelphia 76ers               | 81                 | –                 | –                 | 1957           | 24.16 |
| 1967./68.    | Wilt Chamberlain (7)    | C    | Philadelphia 76ers               | 82                 | –                 | –                 | 1952           | 23.80 |
| 1968./69.    | Wilt Chamberlain (8)    | C    | Los Angeles Lakers               | 81                 | –                 | –                 | 1712           | 21.14 |
| 1969./70.    | Elvin Hayes             | F/C  | San Diego Rockets                | 82                 | –                 | –                 | 1386           | 16.90 |
| 1970./71.    | Wilt Chamberlain (9)    | C    | Los Angeles Lakers               | 82                 | –                 | –                 | 1493           | 18.21 |
| 1971./72.    | Wilt Chamberlain (10)   | C    | Los Angeles Lakers               | 82                 | –                 | –                 | 1572           | 19.17 |
| 1972./73.    | Wilt Chamberlain (11)   | C    | Los Angeles Lakers               | 82                 | –                 | –                 | 1526           | 18.61 |
| 1973./74.    | Elvin Hayes (2)         | F/C  | Capital Bullets                  | 81                 | 354               | 1109              | 1463           | 18.06 |
| 1974./75.    | Wes Unseld[f]           | C/F  | Washington Bullets               | 73                 | 318               | 759               | 1077           | 14.75 |
| 1975./76.    | Kareem Abdul-Jabbar     | C    | Los Angeles Lakers               | 82                 | 272               | 1111              | 1383           | 16.87 |
| 1976./77.    | Bill Walton[g]          | C/F  | Portland Trail Blazers           | 65                 | 211               | 723               | 934            | 14.37 |
| 1977./78.    | Truck Robinson          | C/F  | New Orleans Jazz                 | 82                 | 298               | 990               | 1288           | 15.71 |
| 1978./79.    | Moses Malone            | C/F  | Houston Rockets                  | 82                 | 587               | 857               | 1444           | 17.61 |
| 1979./80.    | Swen Nater              | C    | San Diego Clippers               | 81                 | 352               | 864               | 1216           | 15.01 |
| 1980./81.    | Moses Malone (2)        | C/F  | Houston Rockets                  | 80                 | 474               | 706               | 1180           | 14.75 |
| 1981./82.    | Moses Malone (3)        | C/F  | Houston Rockets                  | 81                 | 558               | 630               | 1188           | 14.67 |
| 1982./83.    | Moses Malone (4)        | C/F  | Philadelphia 76ers               | 78                 | 445               | 749               | 1194           | 15.31 |
| 1983./84.    | Moses Malone (5)[h]     | C/F  | Philadelphia 76ers               | 71                 | 352               | 598               | 950            | 13.38 |
| 1984./85.    | Moses Malone (6)        | C/F  | Philadelphia 76ers               | 79                 | 385               | 646               | 1031           | 13.05 |
| 1985./86.    | Bill Laimbeer           | C    | Detroit Pistons                  | 82                 | 305               | 770               | 1075           | 13.11 |
| 1986./87.    | Charles Barkley[i]      | F    | Philadelphia 76ers               | 68                 | 390               | 604               | 994            | 14.62 |
| 1987./88.    | Michael Cage[j]         | F/C  | Los Angeles Clippers             | 72                 | 371               | 567               | 938            | 13.03 |
| 1988./89.    | Hakeem Olajuwon         | C    | Houston Rockets                  | 82                 | 338               | 767               | 1105           | 13.48 |
| 1989./90.    | Hakeem Olajuwon (2)     | C    | Houston Rockets                  | 82                 | 299               | 850               | 1149           | 14.01 |
| 1990./91.    | David Robinson          | C    | San Antonio Spurs                | 82                 | 335               | 728               | 1063           | 12.96 |
| 1991./92.    | Dennis Rodman           | F    | Detroit Pistons                  | 82                 | 523               | 1007              | 1530           | 18.66 |
| 1992./93.    | Dennis Rodman (2)       | F    | Detroit Pistons                  | 62                 | 367               | 765               | 1132           | 18.26 |
| 1993./94.    | Dennis Rodman (3)       | F    | San Antonio Spurs                | 79                 | 453               | 914               | 1367           | 17.30 |
| 1994./95.    | Dennis Rodman (4)[k]    | F    | San Antonio Spurs                | 49                 | 274               | 549               | 823            | 16.80 |
| 1995./96.    | Dennis Rodman (5)[l]    | F    | Chicago Bulls                    | 64                 | 356               | 596               | 952            | 14.88 |
| 1996./97.    | Dennis Rodman (6)[m]    | F    | Chicago Bulls                    | 55                 | 320               | 563               | 883            | 16.05 |
| 1997./98.    | Dennis Rodman (7)       | F    | Chicago Bulls                    | 80                 | 421               | 780               | 1201           | 15.01 |
| 1998./99.[n] | Chris Webber[o]         | F/C  | Sacramento Kings                 | 42                 | 149               | 396               | 545            | 12.98 |
| 1999./00.    | Dikembe Mutombo         | C    | Atlanta Hawks                    | 82                 | 304               | 853               | 1157           | 14.11 |
| 2000./01.    | Dikembe Mutombo (2)[p]  | C    | Atlanta Hawks Philadelphia 76ers | 75                 | 307               | 708               | 1015           | 13.53 |
| 2001./02.    | Ben Wallace[q]          | F/C  | Detroit Pistons                  | 80                 | 318               | 721               | 1039           | 12.99 |
| 2002./03.    | Ben Wallace (2)         | F/C  | Detroit Pistons                  | 73                 | 293               | 833               | 1126           | 15.42 |
| 2003./04.    | Kevin Garnett           | F    | Minnesota Timberwolves           | 82                 | 245               | 894               | 1139           | 13.89 |
| 2004./05.    | Kevin Garnett (2)       | F    | Minnesota Timberwolves           | 82                 | 247               | 861               | 1108           | 13.51 |
| 2005./06.    | Kevin Garnett (3)[r]    | F    | Minnesota Timberwolves           | 76                 | 214               | 752               | 966            | 12.71 |
| 2006./07.    | Kevin Garnett (4)[s]    | F    | Minnesota Timberwolves           | 76                 | 183               | 792               | 975            | 12.83 |
| 2007./08.    | Dwight Howard           | C/F  | Orlando Magic                    | 82                 | 336               | 757               | 1093           | 14.16 |
| 2008./09.    | Dwight Howard (2)       | C/F  | Orlando Magic                    | 79                 | 279               | 882               | 1161           | 13.84 |
| 2009./10.    | Dwight Howard (3)       | C/F  | Orlando Magic                    | 82                 | 284               | 798               | 1082           | 13.20 |
| 2010./11.    | Kevin Love              | C/F  | Minnesota Timberwolves           | 73                 | 330               | 782               | 1112           | 15.23 |

Napomene
- a  U sezoni 1951./52., Larry Foust i Mel Hutchins imali su najviši ukupan broj skokova (880) ali su bili izjednačeni na drugom mjestu po prosjeku skokova (13.3).
- b  U sezoni 1955./56., Bob Pettit imao je najviši ukupan broj skokova (1,164) ali je bio drugi u poretku po prosjeku skokova (16.2).
- c  U sezoni 1956./57., Maurice Stokes, Bob Pettit i Dolph Schayes imali su tri najviša ukupna broja skokova (1,256, 1,037 i1,008) ali su bili drugi, treći i četvrti u poretku po projseku skokova (17.4, 14.6 i 14.0).
- d  Wilt Chamberlain drži rekord za najbolji prosjek skokova u rookie sezoni.
- e  Wilt Chamberlain drži rekord po broju ukupno postignutih skokova i po prosjeku skokova u jednoj NBA sezoni.
- f  U sezoni 1974./75., Bob McAdoo i Sam Lacey imali su dva najviša ukupna broja skokova (1,155 i 1,149) ali su završili kao četvrti i treći u poretku po prosjeku skokova (14.1 i 14.2).
- g  U sezoni 1976./77., Kareem Abdul-Jabbar, Moses Malone, Artis Gilmore i Elvin Hayes imali su četiri najviša ukupna broja skokova u ligi (1090, 1072, 1070 i 1029) ali su završili kao drugi, treći, četvrti i šesti u poretku po prosjeku skokova (13.3, 13.1, 13.0 i 12.5).
- h  U sezoni 1983./84., Bill Laimbeer i Buck Williams imali su dva najviša ukupna broja skokova u sezoni (1,003 i 1,000) ali su završili kao četvrti i drugi u poretku po prosjeku skokova (12.2 i 12.3).
- i  U sezoni 1986./87., Charles Oakley i Buck Williams imali su dva najviša ukupna broja skokova u ligi (1,074 i 1,023) ali su završili kao treći i četvrti u poretku po prosjeku skokova (13.1 i 12.5).
- j  U sezoni 1987./88., Charles Oakley imao je najviši ukupan broj skokova (1,066) ali je završio kao drugi u poretku po prosjeku skokova (13.0).
- k  U sezoni 1994./95., Dennis Rodman odigrao je samo 49 utakmica čime je završio tek deseti u poretku po ukupnom broju skokova. Dikembe Mutombo imao je najviši ukupan broj skokova te sezone (1,029).
- l  U sezoni 1995./96., David Robinson imao je najviši ukupan broj skokova (1,000) ali je završio drugi u poretku po prosjeku skokova (12.2).
- m  U sezoni 1996./97., Dikembe Mutombo i Ervin Johnson imali su dva najviša ukupna broja skokova te sezone (929 i 913) ali su završili kao drugi i četvrti po prosjeku skokova (11.6 i 11.1 respectively).
- n  Sezona 1998./99. bila je skraćena na samo 50 utakmica zbog štrajka. Te sezone, za sudjelovanje u izboru najboljeg skakača, trebalo je minimalno 43 nastupa i više od 488 skokova.
- o  U sezoni 1998./99., Dikembe Mutombo, Danny Fortson i Tim Duncan imali su tri najviša ukupna broja skokova sezone (610, 581, i 571) ali su završili kao treći, četvrti i peti po prosjeku skokova (12.2, 11.6 i 11.4).
- p  U sezoni 2000./01., Ben Wallace imao je najviši ukupan broj skokova te sezone (1,052) ali je završio drugi u poretku po prosjeku poena (13.2).
- q  U sezoni 2001./02., Tim Duncan imao je najviši ukupan broj skokova (1,042) ali je završio kao drugi u poretku po prosjeku skokova (12.7).
- r  U sezoni 2005./06., Dwight Howard imao je najviši ukupan broj skokova (1,022) ali je završio kao drugi u poretku po prosjeku skokova (12.5).
- s  U sezoni 2006./07., Dwight Howard imao je najviši ukupan broj skokova te sezone (1,008) ali je završio kao treći poretku po prosjeku poena (12.3).